# Гуардеа
Гуарде́а (итал. Guardea) — коммуна в Италии, располагается в регионе Умбрия, подчиняется административному центру Терни.
Население составляет 1795 человек, плотность населения составляет 46 чел./км². Занимает площадь 39 км². Почтовый индекс — 5025. Телефонный код — 0744.